# Natrium-kaliumpomp

De werking van een natrium-kaliumpomp.

De natrium-kaliumpomp (Engels: sodium-potassium pump) of Na+-K+-ATPase is een enzym dat zich in het celmembraan van dierlijke cellen bevindt en door middel van actief transport natrium-ionen de cel uit pompt, en kalium-ionen de cel in. Dit kost energie onder de vorm van ATP, omdat beide ionen tegen hun elektrochemische gradiënt in worden gepompt.
De natrium-kaliumpomp zorgt ervoor dat de natriumconcentratie in de cel lager is dan erbuiten, en de kaliumconcentratie juist hoger. Dankzij deze concentratieverschillen is er in de rusttoestand een verschil in elektrische potentiaal van -70 mV aanwezig tussen de binnenkant en de buitenkant van de cel (de rustpotentiaal) en kunnen natriumkanalen en kaliumkanalen vervolgens een actiepotentiaal genereren om signalen door te geven (in neuronen) of om de cel aan het werk te zetten (in spiercellen en klieren).
De natrium-kaliumpomp wisselt in elke stap drie natriumionen uit tegen twee kaliumionen, zodat per saldo één elementaire lading de cel verlaat. De pomp draagt daardoor ook bij aan de elektrische stroom door het membraan.

## Ontdekking
Het proces van de natrium-kaliumpomp werd in 1957 ontdekt door de Deense scheikundige Jens Christian Skou toen hij als universitair docent werkzaam was op de faculteit fysiologie van de Universiteit van Aarhus. Hij publiceerde zijn werk nog datzelfde jaar. In 1997 ontving hij de helft van de Nobelprijs voor Scheikunde voor zijn ontdekking van het iontransportenzym Na+-K+-ATPase.